# 东源镇
东源镇，是中华人民共和国浙江省丽水市青田县下辖的一个乡镇级行政单位。
东源镇地处青田县东北部，东与万山乡、黄垟乡接壤，南、西南与船寮镇毗连，西连高湖镇，北毗邻缙云县大洋镇，东北与温州市永嘉县巽宅镇毗连。辖区总面积86平方千米。截至2019年末，东源镇户籍人口22180人。
清时，屈十一都。1992年5月，平桥乡并入东源镇。截至2020年6月，东源镇下辖11个行政村，镇人民政府驻东源村后街40号。
截至2019年末，东源镇有工业企业82个，其中规模以上21个，营业面积50平方米以上的综合商店或超市3个。

## 行政区划
东源镇下辖以下地区：
东源村、红光村、项村、武陵村、五星村、平桥村、周庄村、周济村、桃山村、莲树坑村、平溪村、西溪村和驮龙村。